# Bogdánfy Ödön-emlékérem
A Bogdánfy Ödön-emlékérmet a Magyar Hidrológiai Társaság 1951-ben alapította. Az emlékérem alapításával és évenkénti adományozásával a Magyar Hidrológiai Társaság emléket kíván állítani Bogdánfy Ödönnek (1863–1944), a nagy vízimérnöknek.

## A díj adományozása
Bogdánfy Ödön emlékéremmel tüntethető ki a Társaságnak az a rendes tagja, aki a Társaságban magas szintű gyakorlati, tervező, szervező és szakirodalmi tevékenységet végzett; feltéve, hogy korábban már tiszteleti tag címet vagy Kvassay Jenő-díjat nem kapott.

## A díj leírása
A kitüntetés emlékérem és a Társaság valamint a kitüntetett nevét, továbbá az adományozás évét feltüntető oklevél adományozásával jár.
Az emlékérem 80 mm átmérőjű, 7 mm vastag bronz érem. Előlapján Bogdánfy Ödön domborművű arcképe látható, „Bogdánfy Ödön 1863–1941.” körfelirattal. Hátoldalán a „Magyar Hidrológiai Társaság 1917.” felirat, s egy dombormű látható, melynek háttere a Tihanyi-félsziget, előtte pedig egy tengeri kagylóból vizet csorgató nimfa van.